# Объединённая Арабская Республика (1963)
Объединённая Ара́бская Респу́блика — проект объединённого государства Ирака, Сирии и Египта, со столицей в Каире. Союз имел бы площадь 1 620 757 км² и около 43 млн чел. населения.
Прежде, с февраля 1958 по сентябрь 1961, под тем же названием было известно объединённое государство Сирии и Египта. После военного переворота 28 сентября 1961 года Сирия вышла из ОАР. Египет продолжал официально именоваться ОАР до 1971 года. После того, как в ходе переворотов 8 февраля в Ираке, и 8 марта 1963 в Сирии к власти в этих странах вернулась партия БААС, были предприняты попытки возродить союзное государство в составе ОАР (Египта), Сирии и Ирака.
Для 27 сентября 1963 были запланированы референдумы во всех трёх странах и последующие выборы Насера совместным президентом и официальное провозглашение союзной республики. Внешняя торговля, внешняя политика и совместные финансы должны были попасть в компетенцию союзного правительства, в то время как контроль за хозяйством должен был остаться у союзных государств. Разногласия о полномочиях президента, составе правительства и государственном устройстве не удалось разрешить.